# Twenty20

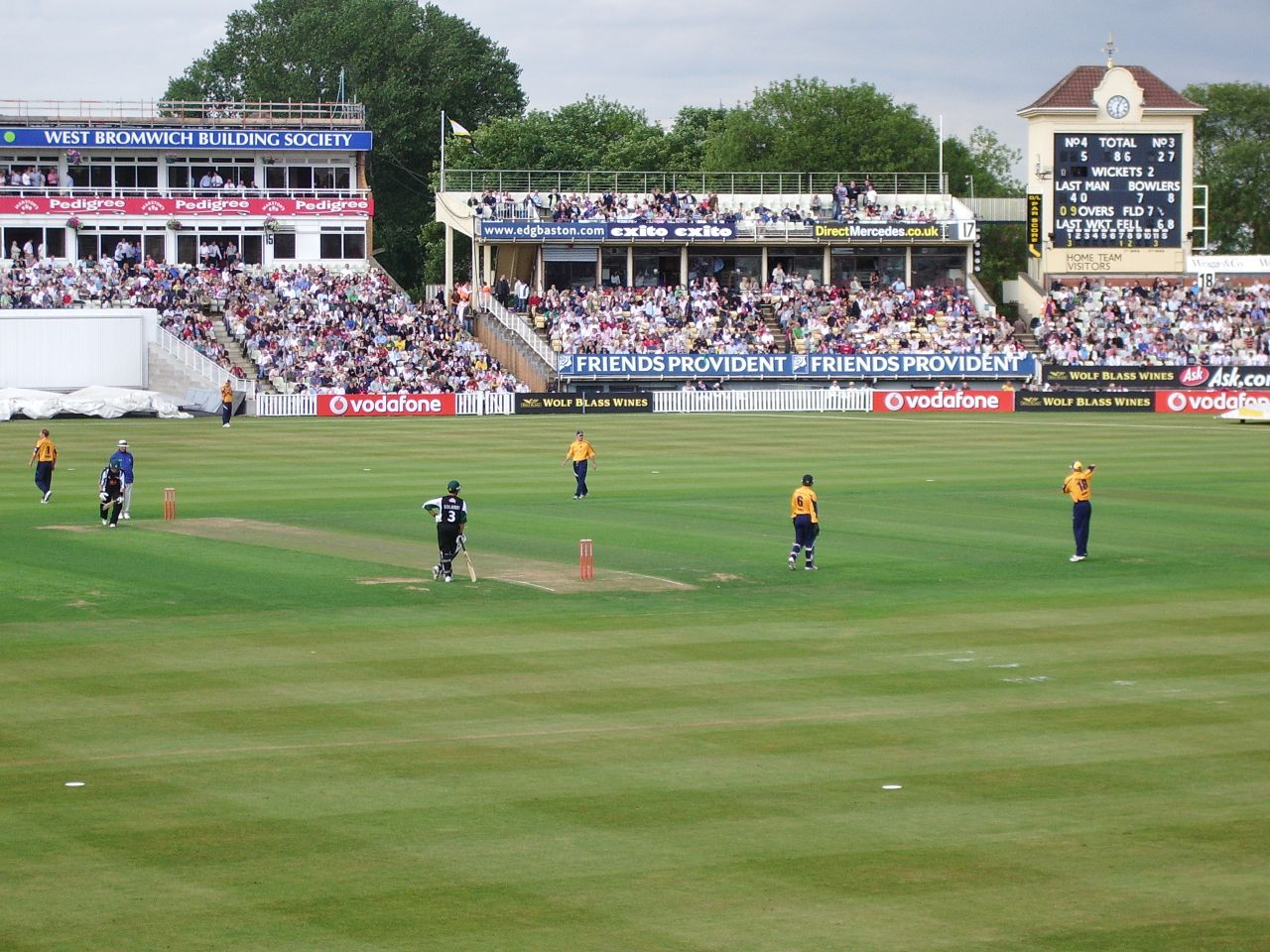
Warks kontra Worcs - mecz w ramach Twenty20 Cup, Edgbaston, 7 lipca 2006

Twenty20 – wprowadzona w 2003 roku w Wielkiej Brytanii forma krykieta, w której każda drużyna odbija tylko w jednym inningsie, w maksymalnie dwudziestu overach. Oparto ją na rozgrywanych w Anglii od lat 60. meczach amatorskich.
Mecz w formule Twenty20 trwa około trzech godzin, co jest znacznym skróceniem czasu gry w stosunku do kilkudniowych testów czy całodziennych (a czasem przeciągających się do następnego dnia) ODI. Dzięki temu stała się popularna wśród kibiców chcących oglądać krótsze, bardziej dynamiczne mecze, a także wśród stacji telewizyjnych jako znacznie lepiej nadająca się do transmitowania.
Pierwszy międzynarodowy mecz Twenty20 odbył się 17 lutego 2005 r. w Auckland, a Nowa Zelandia (170) przegrała z Australią (214/5).
Obecnie coraz bardziej popularne stają się mecze międzynarodowe w formule Twenty20; wszystkie państwa posiadające test status mają za sobą już przynajmniej jeden mecz tego typu, a w 11-24 września 2007 w Południowej Afryce rozegrane zostały pierwsze Mistrzostwa Świata w Krykiecie Twenty20 2007. Mistrzem świata zostały Indie, który zwyciężyły w finale z Pakistanem 157-5 do 152 (5 runami).

## Charakterystyka
Mecz Twenty20 charakteryzuje się agresywniejszą i bardziej ryzykowną grą ze strony drużyny odbijającej. W wyniku tego odnotowuje się więcej boundaries (cztero- i sześciopunktowych zagrań), a co za tym idzie drużyny osiągają wyższą średnią punktów na over (najczęściej od 7 do 10). Dla porównania, w meczach ODI średnia ta wynosi od 5 do 7 punktów, a meczach testowych rzadko przekracza 6. Rzadziej też dochodzi do wyeliminowania wszystkich graczy, dlatego wynik punktowy opiera się raczej na batsmanach, niż na bowlerach.

## Zasady
Stosowane są standardowe zasady krykieta, z pewnymi wyjątkami:
- Jeżeli zostanie ogłoszony no ball z powodu przekroczenia popping crease przez bowlera, kara wynosi dwa runy, a jego następny rzut to free-hit, a batsman może być wyeliminowany jedynie poprzez run out.
- W jednym inningsie dany bowler może rzucać tylko przez cztery overy.
- Sędzia może zasądzić pięć karnych runów na niekorzyść danej drużyny, jeśli uzna, że ta marnuje czas
- Jeśli drużyna rzucająca nie rozpocznie swojego 20. overa w ciągu 75 minut, drużyna odbijająca otrzymuje premię w wysokości sześciu runów za każdego overa rozegranego po upłynięciu 75. minuty.
- Odnośnie do graczy z pola:
  - w dowolnym momencie nie więcej niż pięciu fielderów może znajdować się na leg side
  - podczas pierwszych sześciu overów maksymalnie dwóch zawodników może się znajdować poza "polem 30 jardów" (obszar w kształcie rozciągniętego koła wyznaczany przez okręgi o średnicy 30 jardów ze środkami w miejscu środkowych stumpów obu wicketów)
  - po pierwszych sześciu overach poza tym obszarem znajdować się może jednocześnie maksymalnie pięciu fielderów
- Jeśli mecz, w którym konieczne jest wyłonienie zwycięzcy, zakończy się wynikiem remisowym, zarządzany jest Super Over - każda z drużyn nominuje trzech batsmanów i jednego bowlera i rozgrywa dodatkowy mini-innings, który kończy się po jednym overze lub stracie dwóch wicketów. Drużyna która zdobędzie więcej runów wygrywa; w przypadku remisu Super Over jest powtarzany.[1]
  - Dawniej mecze remisowe były rozstrzygane przez bowl-out.